# Planta Medica
Planta Medica (nach ISO 4-Standard in Literaturzitaten mit Planta Med. abgekürzt) ist eine wissenschaftliche Peer-Review-Fachzeitschrift, die vom Georg Thieme Verlag in jährlich 18 Ausgaben publiziert wird. Die Zeitschrift behandelt wissenschaftliche Themen von Arzneipflanzen und bioaktiven Naturstoffen aus unterschiedlichsten Quellen. Planta Medica ist das offizielle Journal der Gesellschaft für Arzneipflanzen- und Naturstoff-Forschung (GA).
Der Journal Citation Reports zeichnete Planta Medica für 2019 mit einem Impact Faktor von 2,687 aus (2016: 2,342). Planta Medica ist zudem eine offiziell anerkannte Q1-Fachzeitschrift im Bereich „Integrative and Complementary Medicine“ und Q2 im Bereich „Plant Sciences“. Editors in Chief sind Oliver Kayser, TU Dortmund, und Robert Fürst, Frankfurt.
Die Zeitschrift veröffentlicht Artikel zu den folgenden Themen:
- Biologische und pharmakologische Aktivitäten von Arzneipflanzen und Naturstoffen
- Naturstoffchemie & analytische Studien
- Pharmakokinetische Untersuchungen
- Formulierung von Extrakten und Naturstoffen

Planta Medica publiziert Forschungsarbeiten, Reviews, Minireviews und Perspektiven.

## Geschichte
Die Erstausgabe der Planta Medica wurde 1953 unter dem Herausgeber E. Schratz, Universität Münster, Deutschland, veröffentlicht. 1959 wurden die ersten englischsprachigen Artikel in Planta Medica abgedruckt und der erste Online-Artikel erschien 2001. Seit 2011 vergibt Thieme jährlich einen Preis für das „Most Innovative Paper of the Year“.

## Indexing
Planta Medica ist in die Index-Register Current Contents/Life Sciences, Science Citation Index, MEDLINE, EMBASE und SCOPUS aufgenommen.